# Kasteel van Bets
Het kasteel van Bets is een kasteel gevestigd in Geetbets.
Bij de grens met Halen lag de heerlijkheid Elsmeren, een naam die wijst op een met elzenstruiken ingemeerde of ingesloten ruimte. Elsmeren was een bosrijk gebied. De bezitters van het Hof ter Elsmeren hadden een jachtwarande, verscheidene bossen en een visrecht op de Gete, dit alles in leen gehouden van de hertog van Brabant. Deze heerlijkheid was tot in de vijftiende eeuw het bezit van een geslacht dat zijn naam aan het hof ontleende: van der Elsmeren (zoals vermeld in het hertogelijk cijnsboek van ca. 1330). De oudst bekende heren zijn Arnoud, Henric (verhef op 15 november 1365), Elisabeth (verhef 1401), Wouter en Jan van der Elsmeren (gesplitst verhef in 1405). In het midden van de vijftiende eeuw werd het leengoed gekocht door Dierick van Halle, in 1599 door François Baillet, heer van Neerlinter, dezelfde die de hertogelijke grondheerlijkheid over Geetbets had verworven. Een van zijn nazaten, Jacques van de Ven, liet omstreeks 1667 het Oude Hof te Elsmeren afbreken om op dezelfde plaats een nieuw kasteel op te trekken, het Kasteel van Betz dat nog steeds bestaat. De buitenzijde van de 17de-eeuws kern werd verfraaid aan het einde van de 19de eeuw en tijdens het interbellum.
Baron F. de Ryckman de Betz liet tussen 1923 tot 1927 ingrijpende herstellingen en verbouwingen met neobarokke aspecten aanbrengen.  

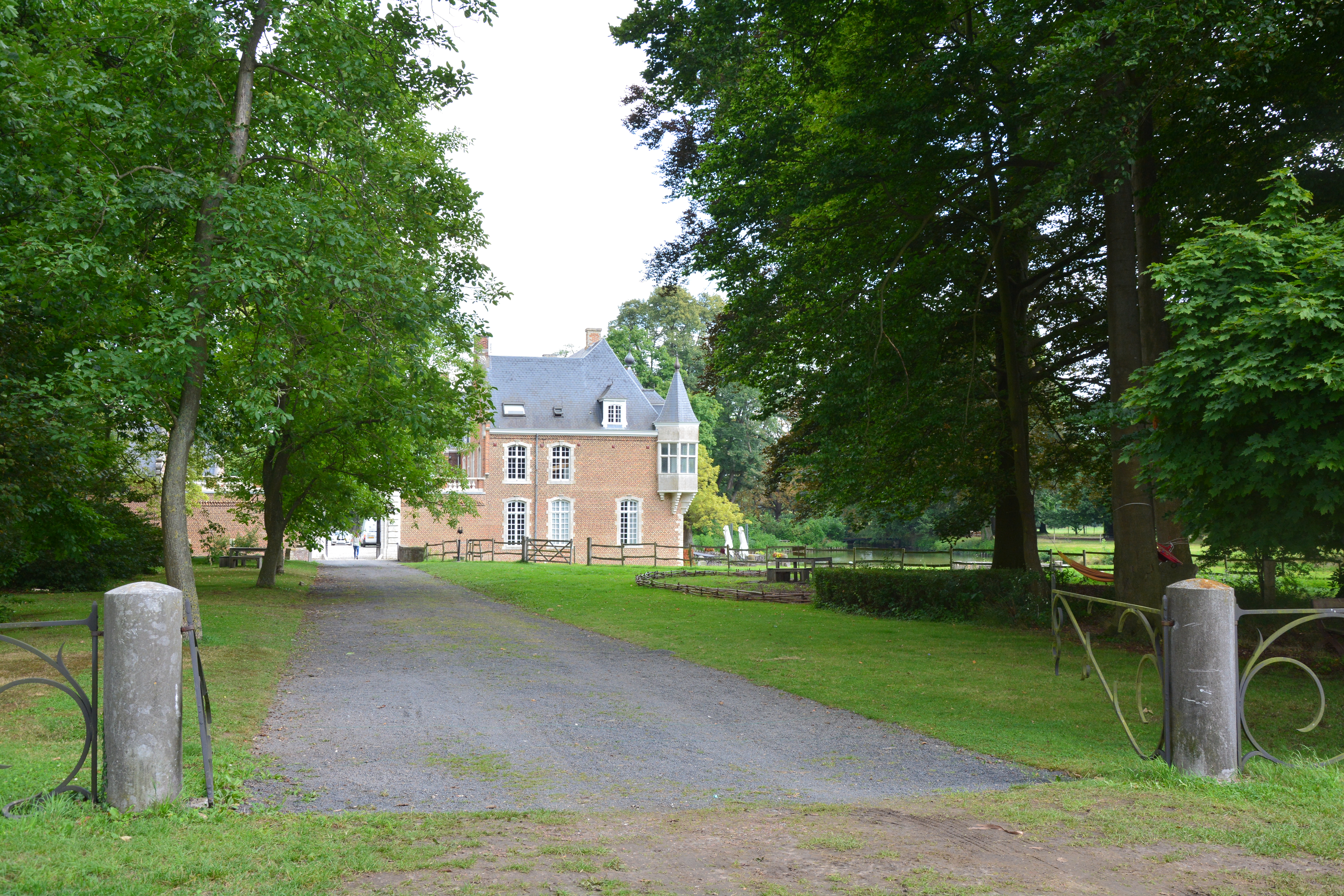
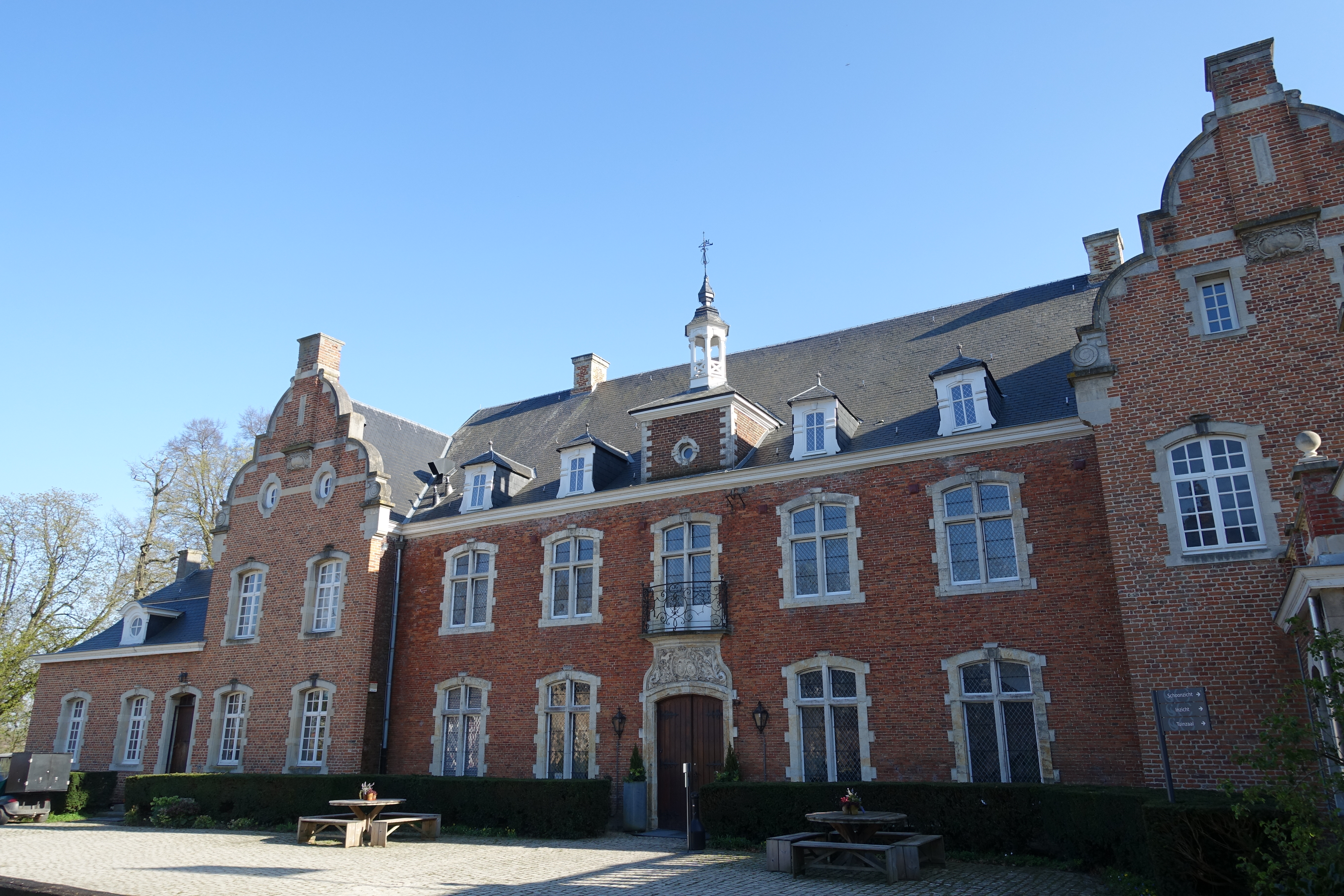
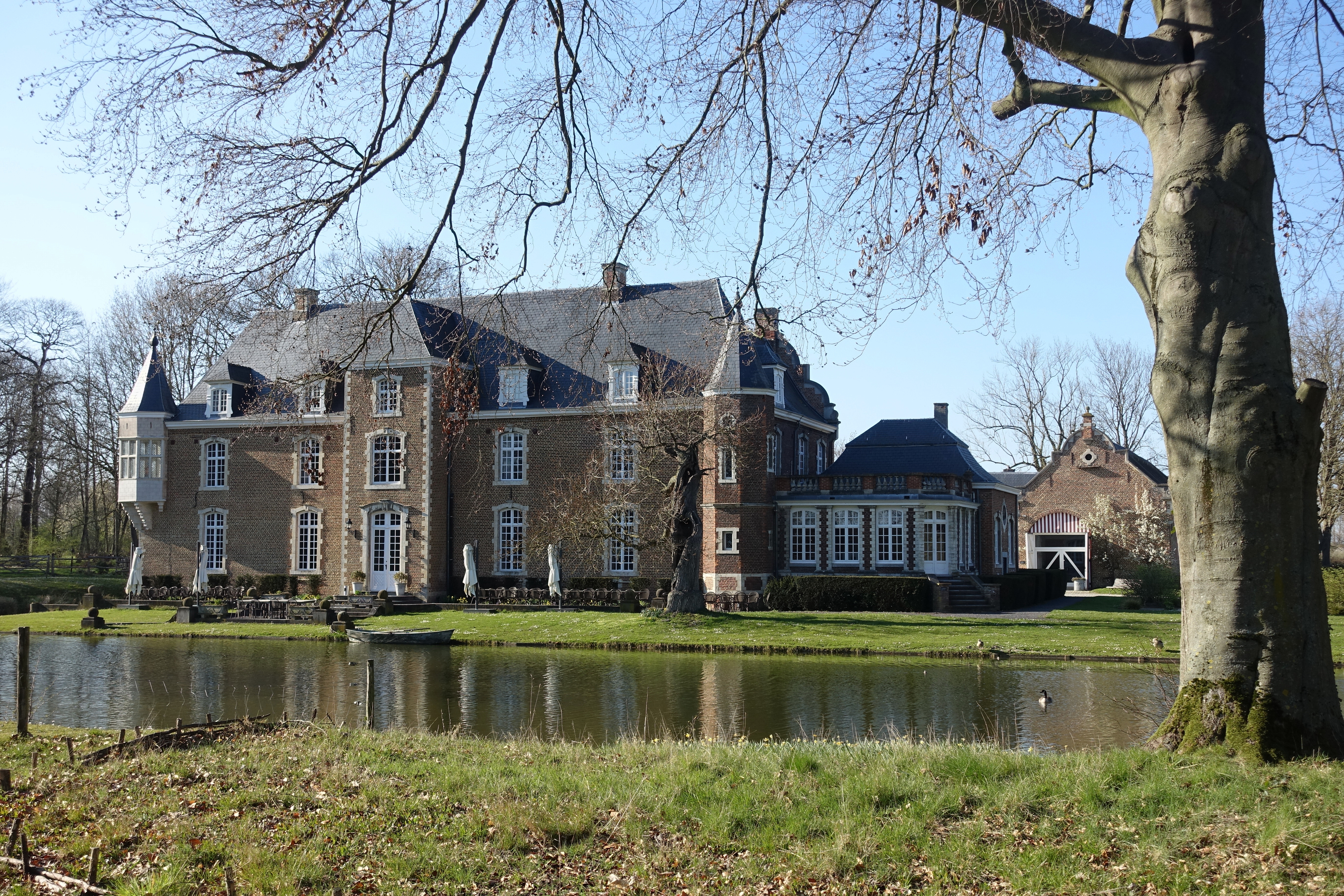